# Clinohelea tasmaniensis
Clinohelea tasmaniensis är en tvåvingeart som beskrevs av Lee 1948. Clinohelea tasmaniensis ingår i släktet Clinohelea och familjen svidknott. Inga underarter finns listade i Catalogue of Life.